# Château du Cambon
Pour les articles homonymes, voir Cambon.
Le château du Cambon est un château situé en France sur la commune de Saint-Cernin, en région Auvergne-Rhône-Alpes.

## Historique
Un château existe au Cambon depuis le XIVe siècle. Transformé en 1755 par le marquis du Cambon, il passe d’une ancienne place forte des guerres de Religion à une résidence de plaisance dédiée à Marie-Antoinette, née la même année. Le domaine conserve l’essentiel de son apparence du XVIIIe siècle,.

### Protection
Le château est inscrit au titre des monuments historiques par arrêté du 26 mars 1982.

## Description
Le château allie architecture médiévale et aménagements du XVIIIe siècle : façades remaniées, jardins en terrasse, porche, communs et fontaine illustrant la légende d’Arion. À l’intérieur, enfilades de salons, bibliothèque, chapelle, mobilier et décors d’époque offrent un témoignage vivant de l’art de vivre au siècle des Lumières. Des visites commentées sont proposées en été.